# 24-Stunden-Rennen von Daytona 1974
1974 wurde das 24-Stunden-Rennen von Daytona wegen der sogenannten Ölkrise, die im Oktober 1973 als Folge des Jom-Kippur-Krieges ausgelöst wurde, abgesagt.
Der erste Wertungslauf der Sportwagen-Weltmeisterschaft war somit erst am 25. April in Monza und der erste Lauf zur IMSA-GT-Meisterschaft wurde am 21. April mit dem 6-Stunden-Rennen von Road Atlanta des Jahres ausgetragen.